# Leon Zdanowicz

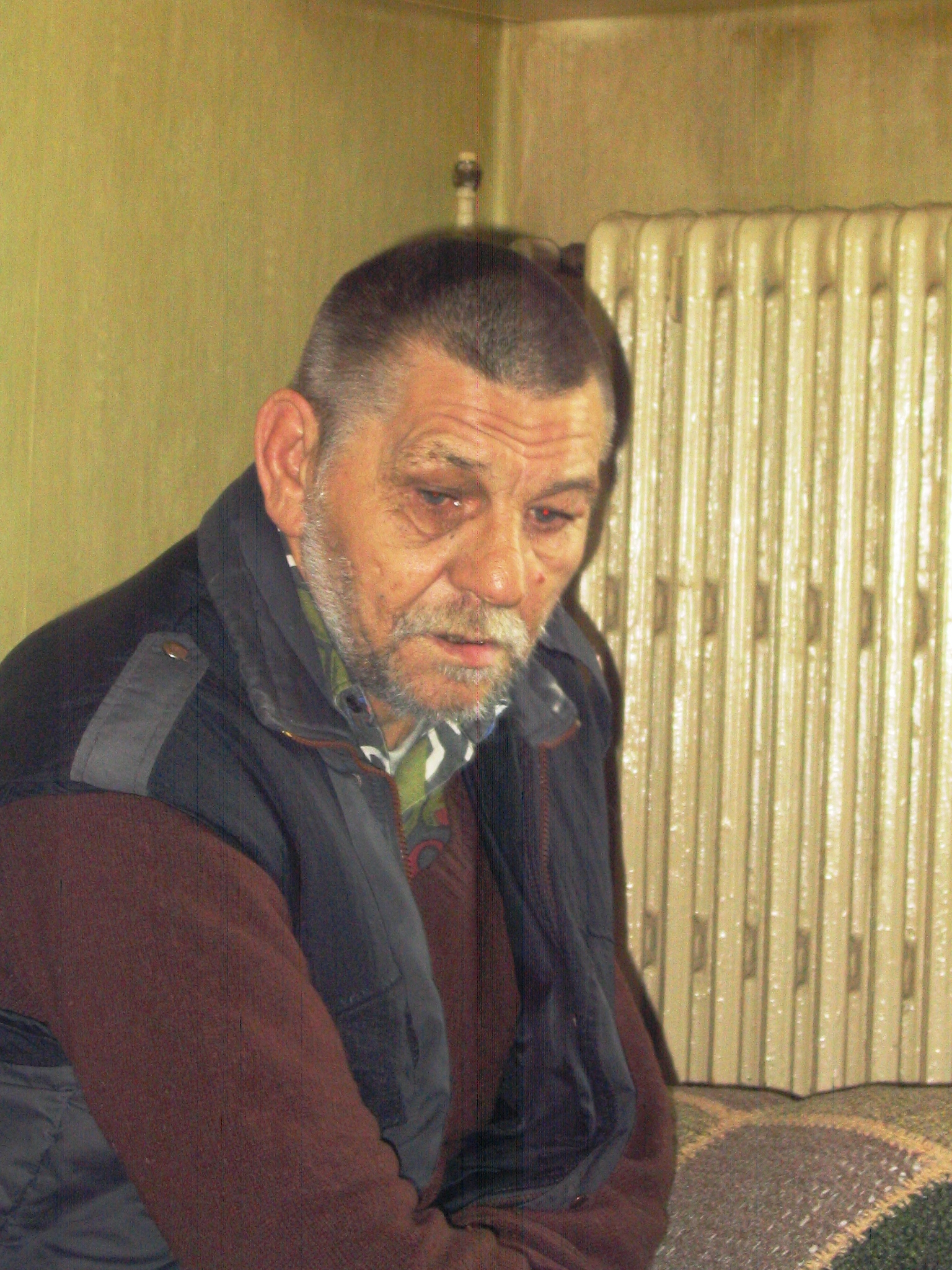
Leon Zdanowicz

Leon Zdanowicz (ur. 31 lipca 1938 w Juraciszkach, zm. 13 czerwca 2009 w Łobzie) – polski pisarz i animator kultury, redaktor naczelny i wydawca (Prywatna Żebracza Inicjatywa Wydawnicza Klubu Literackiego „Łabuź”) kwartalnika literacko-historycznego „Łabuź”, poeta i prozaik ziemi łobeskiej.
Sybirak związany z Łobzem od 1946. Założył łobeskie kluby młodzieżowe „Pigmej” i „Gladiator”, był pomysłodawcą świdwińsko-białogardzkiej „Wojny o krowę”, „Sabatu Sydonii von Borck” w Strzmielach i wydania w języku polskim książki Ernsta Zernickowa: Geschichte der Stadt Labes in Pommern von der Gründung bis zu Mitte des 19. Jahrhunderts Labes (1922) (E. Zernickow, Historia miasta Labes – Łobez na Pomorzu Zachodnim, 2009).
Debiutował literacko w 1968 na łamach „Głosu Szczecińskiego” opowiadaniem Coś okrągłego, za życia opublikował zbiory wierszy Stadnie plemienny odstrzał i niskonakładowy Arkusz, oraz poemat Łabuź ilustrowany starymi fotografiami Łobza ze zbiorów Bogdana Idzikowskiego. W czerwcu 2010 ukazał się ostatni numer pisma będący próbą zapisania postaci i dorobku jego redaktora, przygotowany przez współpracowników „Łabuzia” (Agnieszka Wesołowska i Ludwik Cwynar) oraz Bogdana Zdanowicza. W 2011 krakowski poeta i krytyk, Bogdan Zdanowicz (brat Leona), który również finansuje do dziś stronę internetową nieistniejącego „Łabuzia”, projektu Bogdana Idzikowskiego (fotograf historii Łobza), doprowadził do wydania części spuścizny prozatorskiej Leona, która zachowała się w maszynopisach. Książka nosi tytuł Opowiastki opowiadające, zawiera osiem opowiadań oraz tekst jednoaktówki pt. Podorywka na głównej ulicy. Jest w książce posłowie Bogdana Twardochleba, z mało znanymi faktami o Leonie. W czerwcu 2015 roku ukazał się (wydany przez Bogdana Zdanowicza) wybór wierszy Leoniki i inne wiersze wybrane (z posłowiem Piotra Müldner-Nieckowskiego).